# Медали летних Олимпийских игр 1896

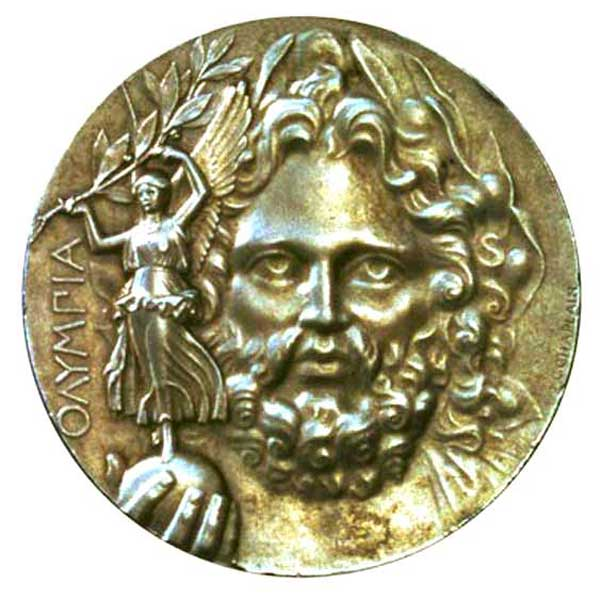
Серебряная медаль Игр I Олимпиады

Медали летних Олимпийских игр 1896 — отличительные награды за коллективные или индивидуальные спортивные достижения участников Игр I Олимпиады, проходившие в Афинах, Греция.

## История
С 6 по 15 апреля 1896 года проходили I летние Олимпийские игры в Афинах, на которых было роздано 43 комплекта медалей в 9 видах спорта. Отличительной особенностью от современных игр было то, что официальным награждением золотой медалью не было.
Так в 1896 году 15 апреля в день закрытия Игр I Олимпиады и вручения медалей победителям, занявшим первое место соревнований вручались медали, сделанные из серебра. Обладатели вторых мест получали бронзовые медали, третьи места учитываться стали позже, после решения Международным олимпийским комитетом.

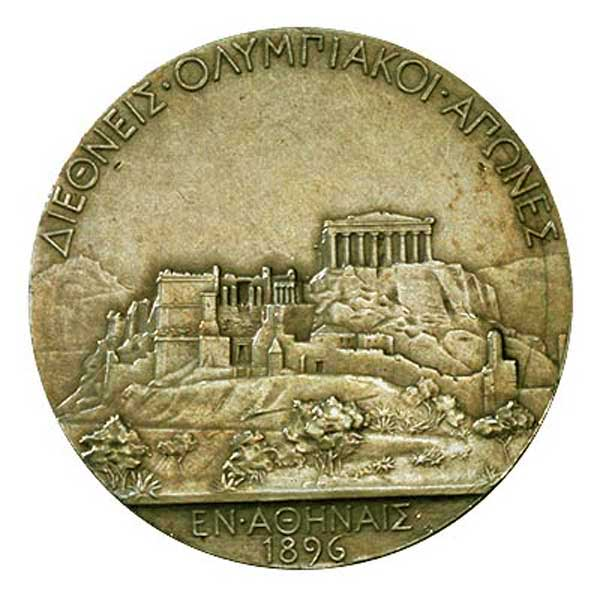
Оборотая сторона серебряной медали

### Производство
Изготовителем всех медалей является Парижский монетный двор, который находится в Париже.

### Дизайн
На лицевой стороне наградной медали выгравирована Шаплэном голова Зевса Олимпийского, отца богов. Он сжимает в правой ладоне земной шар, со стоящей на нём богиней победы Никой, которая придерживает руками над головой огромную оливковую ветвь. Слева расположена, вертикально с низу вверх, надпись греческими буквами: Олимпия (англ. OLYMPIA; греч. Ολυμπία). Справа фамилия художника Жюль Шаплен (англ. J. C. Chaplain; греч. J. C. Shaplen).
На оборотной стороне изображен Акрополь. Вверху полукругом написано по-гречески печатными буквами: «Международные Олимпийские игры» (англ. International Olympic Games; греч. Διεθνείς Ολυμπιακοί Αγώνες), а внизу в две строки продолжение — «в Афинах, 1896» (англ. in Athens in 1896.; греч. στην Αθήνα, 1896).
Дизайнером всех медалей был французский художник Жуль-Клемент Шаплен.

## Золотая медаль
Золотая медаль как таковая отсутствовала, золото применяли для тонкого покрытия серебряной медали, поэтому её можно воспринимать как золотую.

## Серебряная медаль
- Диаметр — 48 (50) мм.
- Толщина — 3.8 мм.
- Вес — 47 г.
- Состав: серебро, позолота
- Чеканка

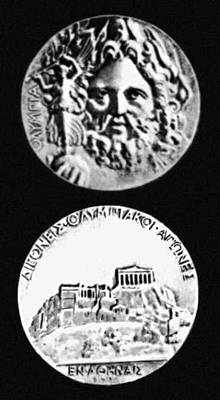
Олимпийская медаль 1896 года в черно-белых тонах

Награждали победителей по двум местам, но медаль из серебра 925-й пробы покрывалась 6 граммами чистого золота. В период награждения победителей, серебряная медаль считалась важнейшей наградой, вручаемой за первое место.

## Бронзовая медаль
- Диаметр — 48 (50) мм.
- Толщина — 3.8 мм.
- Вес — 47 г.
- Состав: бронза
- Чеканка

Данная медаль вручалась участникам, занявшим второе место.
В данный момент памятная медаль, сделанная из бронзы I Олимпиады в Афинах 1896 года хранится в музее спорта ОАО "Олимпийский комплекс «Лужники».

## Медаль в филателии

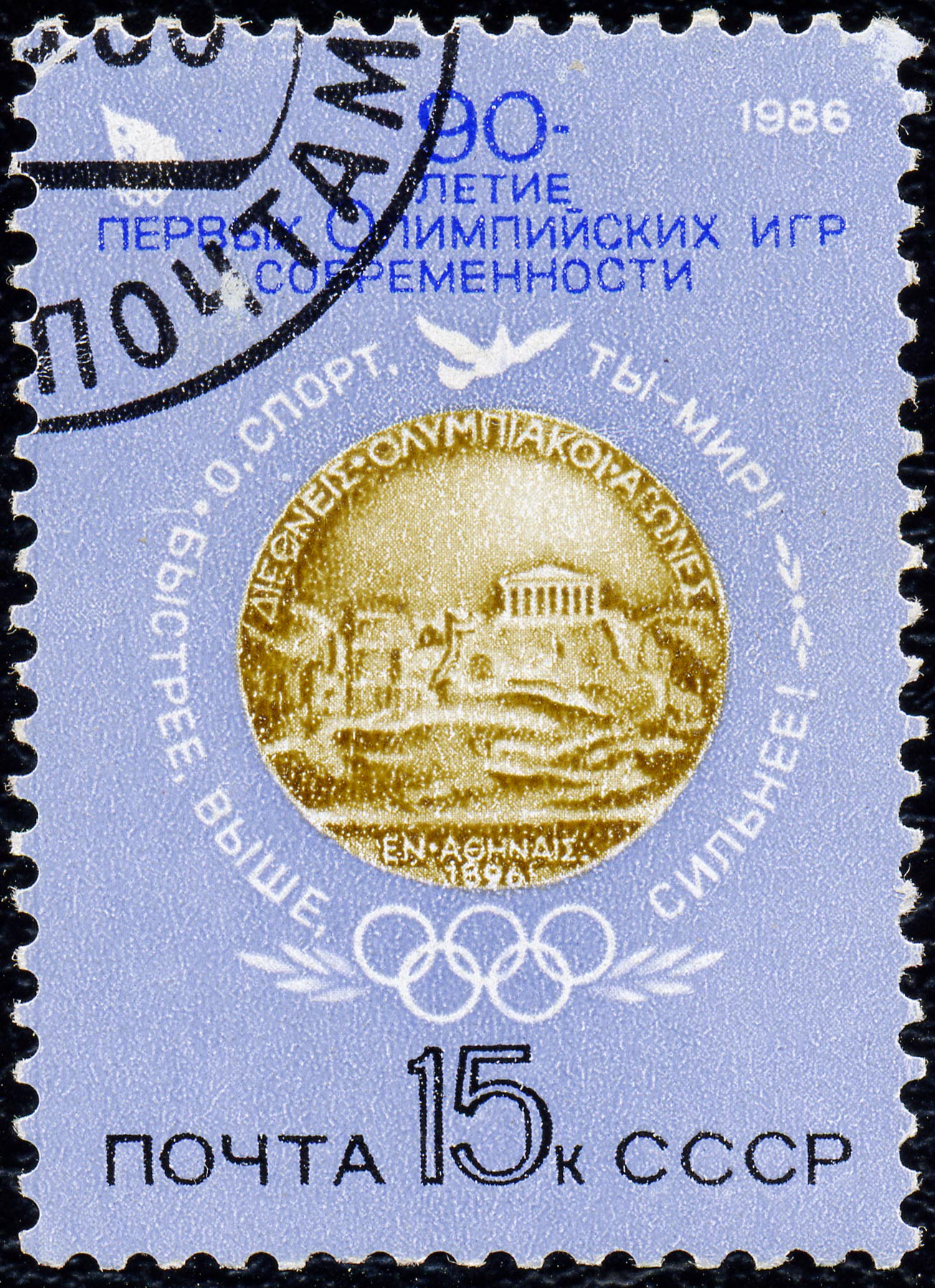
Почтовая марка СССР. 1986. 90-летие первых Олимпийских игр современности

Достаточно значимое событие было отмечено и в филателии, серия Олимпийских марок была выпущена в Греции в первый день открытия Игр. Достаточно многие страны решились выпустить в свет марки с изображением золотой (она же серебряная) и бронзовой медалями. Венгрия изобразила медаль серебряную в своем естественном цвете, что кидает в заблуждение — была ли серебряная награда вообще покрыта позолотой?
Марки с иллюстрацией медалей I Игр стали одни из самых распространённых среди подобных марок.